# 리허설

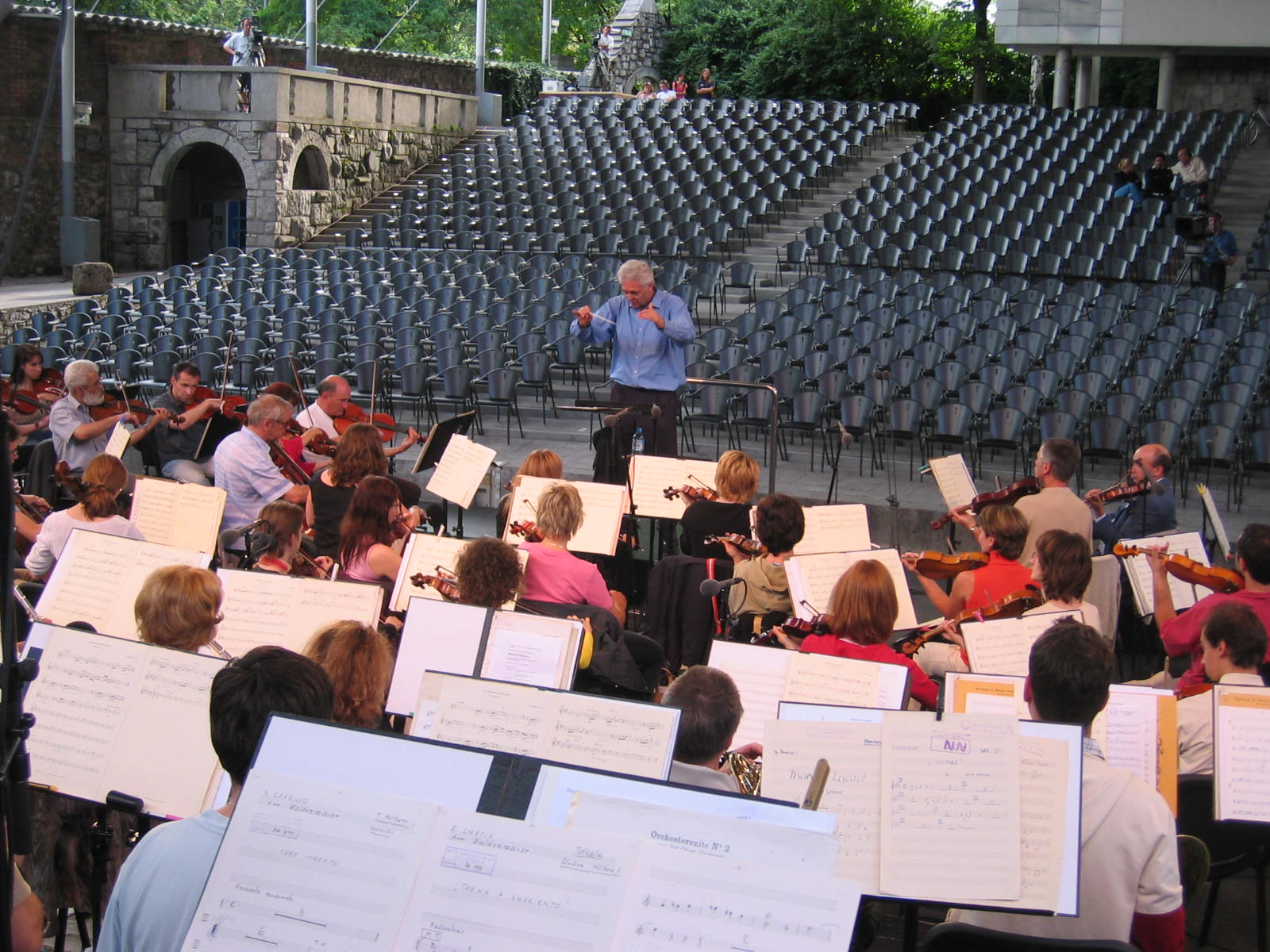
음악회 리허설

리허설(rehearsal) 또는 예행연습(豫行演習)은 행사, 연극, 공연 등을 하기 전에 실제처럼 하는 행위이다. 공연자의 컨디션이나 진행 순서, 동선 뿐만 아니라 음향, 조명, 무대장치 등 장비와 시설까지 최종점검하는 단계이다.

## 총연습
총연습 또는 드레스 리허설(dress rehearsal)은 전원이 모여서 세세한 공연 부분까지 공연을 진행하는 리허설이다. 극 공연의 경우 캐스팅되는 일원들은 모두 의상을 착용한다.
음악 공연의 경우 총연습은 격식을 차린 콘서트 의상(예: 턱시도, 가운)의 착용이 요구되지 않는다. 음악에서 총연습은 공연 전 마지막 리허설이며 초기 리허설은 각 부분별로 작품의 문제가 되는 부분에 대한 작업이 수반될 수 있지만 총연습 중에는 정식으로 구성하여 연습한다.